# Sangue Puro
 (mars 2022).
Si vous disposez d'ouvrages ou d'articles de référence ou si vous connaissez des sites web de qualité traitant du thème abordé ici, merci de compléter l'article en donnant les références utiles à sa vérifiabilité et en les liant à la section « Notes et références ».
Albums de Les Georges Leningrad
Supa Doopa Remix
Sangue Puro est le troisième et dernier album du groupe Les Georges Leningrad. Il est paru sur label Tomlab le 3 octobre 2006 et sur Dare To Care Records. Sangue Puro signifie « pur sang » en italien.

## Liste des morceaux
1. Sangue Puro - 6:09
2. Skulls in the Closet - 2:59
3. Scissorhands - 3:21
4. Ennio Morricone - 3:20
5. Eli, Eli, Lamma Sabacthani - 3:47
6. Mammal Beats - 2:22
7. Sleek Answer - 4:10
8. Mange Avec Tes Doigts - 1:55
9. Lonely Lonely - 2:24
10. The Future for Less - 9:07